# Боск-Роже-сюр-Бюші
Боск-Роже́-сюр-Бюші́ (фр. Bosc-Roger-sur-Buchy) — колишній муніципалітет у Франції, у регіоні Нормандія, департамент Приморська Сена. Населення — 736 осіб (2011).
Муніципалітет був розташований на відстані близько 110 км на північний захід від Парижа, 26 км на північний схід від Руана.

## Історія
До 2015 року муніципалітет перебував у складі регіону Верхня Нормандія. Від 1 січня 2016 року належав до нового об'єднаного регіону Нормандія.
1 січня 2017 року Боск-Роже-сюр-Бюші і Естутвіль-Екаль було приєднано до муніципалітету Бюші.

## Демографія
Динаміка населення (INSEE ):
Розподіл населення за віком та статтю (2006):
| Стать | Всього | До 15 років | 15-24 | 25-44 | 45-64 | 65-85 | Понад 85 |
| --- | ------ | ----------- | ----- | ----- | ----- | ----- | -------- |
| Чоловіки | 340    | 60          | 36    | 92    | 96    | 52    | 4        |
| Жінки | 364    | 92          | 36    | 92    | 92    | 52    | 0        |
| \| Статево-вікова піраміда \| Статево-вікова піраміда \| Статево-вікова піраміда \| \| ----------------------- \| ----------------------- \| ----------------------- \| \| Чоловіки \| Вік \| Жінки \| \| 4 \| 85 + \| 0 \| \| 4 \| 80-84 \| 4 \| \| 28 \| 75-79 \| 8 \| \| 12 \| 70-74 \| 24 \| \| 8 \| 65-69 \| 16 \| \| 8 \| 60-64 \| 4 \| \| 24 \| 55-59 \| 24 \| \| 44 \| 50-54 \| 32 \| \| 20 \| 45-49 \| 32 \| \| 24 \| 40-44 \| 28 \| \| 28 \| 35-39 \| 20 \| \| 24 \| 30-34 \| 32 \| \| 16 \| 25-29 \| 12 \| \| 16 \| 20-24 \| 12 \| \| 20 \| 15-20 \| 24 \| \| 28 \| 10-14 \| 40 \| \| 24 \| 5-9 \| 16 \| \| 8 \| 0-4 \| 36 \| |        |             |       |       |       |       |          |
| Статево-вікова піраміда |        |             |       |       |       |       |          |
| Чоловіки | Вік    | Жінки       |       |       |       |       |          |
| 4 | 85 +   | 0           |       |       |       |       |          |
| 4 | 80-84  | 4           |       |       |       |       |          |
| 28 | 75-79  | 8           |       |       |       |       |          |
| 12 | 70-74  | 24          |       |       |       |       |          |
| 8 | 65-69  | 16          |       |       |       |       |          |
| 8 | 60-64  | 4           |       |       |       |       |          |
| 24 | 55-59  | 24          |       |       |       |       |          |
| 44 | 50-54  | 32          |       |       |       |       |          |
| 20 | 45-49  | 32          |       |       |       |       |          |
| 24 | 40-44  | 28          |       |       |       |       |          |
| 28 | 35-39  | 20          |       |       |       |       |          |
| 24 | 30-34  | 32          |       |       |       |       |          |
| 16 | 25-29  | 12          |       |       |       |       |          |
| 16 | 20-24  | 12          |       |       |       |       |          |
| 20 | 15-20  | 24          |       |       |       |       |          |
| 28 | 10-14  | 40          |       |       |       |       |          |
| 24 | 5-9    | 16          |       |       |       |       |          |
| 8 | 0-4    | 36          |       |       |       |       |          |

## Економіка
2010 року серед 503 осіб працездатного віку (15—64 років) 369 були активними, 134 — неактивними (показник активності 73,4%, у 1999 році було 70,7%). З 369 активних мешканців працювало 345 осіб (181 чоловік та 164 жінки), безробітними було 24 (17 чоловіків та 7 жінок). Серед 134 неактивних 40 осіб було учнями чи студентами, 57 — пенсіонерами, 37 були неактивними з інших причин.

У 2010 році в муніципалітеті числилось 281 оподатковане домогосподарство, у яких проживали 748,0 особи, медіана доходів виносила 19 575 євро на одного особоспоживача